# آدم أندرسون
آدم أندرسون (بالسويدية: Adam Andersson) (11 نوفمبر 1996 غوتنبرغ السويد - ) هو لاعب كرة قدم سويدي يلعب كلاعب وسط.

## روابط خارجية
- آدم أندرسون على موقع اتحاد النرويج (النرويجية)
- آدم أندرسون على موقع اتحاد السويد (السويدية)
- آدم أندرسون على موقع قاعدة بيانات كرة القدم.إي يو (الإنجليزية)
- آدم أندرسون على موقع ناشيونال فوتبول تيمز (الإنجليزية)
- آدم أندرسون على موقع Soccerway.com (الإنجليزية)